# Rattus hoogerwerfi
Rattus hoogerwerfi  (Chasen, 1939) è un roditore della famiglia dei Muridi endemico di Sumatra.

## Descrizione

### Aspetto
Roditore di medie dimensioni, con la lunghezza della testa e del corpo tra 165 e 196 mm, la lunghezza della coda tra 225 e 257 mm, la lunghezza del piede tra 36 e 39 mm, la lunghezza delle orecchie tra 19 e 25 mm e un peso fino a 153 g.

### Dimensioni
La pelliccia è molto soffice e lunga. Il colore generale del corpo è giallo-brunastro, cosparso densamente di lunghi peli neri sulla schiena. Il dorso delle zampe è ricoperto fittamente di corti peli marroni scuri. I lati del muso dove sorgono le vibrisse nere, è grigiastra. La coda è più lunga della testa e del corpo, nerastra alla base, bianca all'estremità e rivistetia da circa 10 anelli di scaglie per centimetro. Le femmine hanno un paio di mammelle pettorali e 3 paia inguinali.

## Biologia

### Comportamento
È una specie terricola.

## Distribuzione e habitat
Questa specie è endemica delle zone montagnose della parte occidentale dell'isola di Sumatra.
Vive nelle foreste muschiose montane tra 2.500 e 3.000 metri di altitudine.

## Conservazione
La IUCN Red List, considerato che l'areale è limitato a solo 5 località dove potrebbe degradare la qualità dell'habitat, classifica R. hoogerwerfi come specie vulnerabile (VU).